# Chambellan
Chambellan (en criollo haitiano Chanbèlan) es una comuna de Haití, que está situada en el distrito de Jérémie, del departamento de Grand'Anse.

## Secciones
Está formado por las secciones de:
- Dejean (que abarca la villa de Chambellan)
- Boucan

## Demografía
| Gráfica de evolución demográfica de Chambellan entre 2009 y 2015 |
|                                                                  |

Los datos demográficos contemplados en este gráfico de la comuna de Chambellan son estimaciones que se han cogido de 2009 a 2015 de la página del Instituto Haitiano de Estadística e Informática (IHSI). 